# Dofí de musell llarg
El dofí de musell llarg (Stenella longirostris) és un petit dofí que viu en aigües tropicals lluny de la costa arreu del món. És cèlebre per les seves acrobàcies, en què gira longitudinalment sobre el seu eix mentre salta per l'aire.